# 1236년

## 연호
- 남송(南宋) 단평(端平) 3년
- 일본(日本) 가테이(嘉禎) 2년
- 쩐 왕조(陳朝) 티엔응찐빈(天應政平) 5년

## 기년
- 남송(南宋) 이종(理宗) 12년
- 고려(高麗) 고종(高宗) 23년
- 몽골 오고타이 칸 8년
- 쩐 왕조(陳朝) 태종(太宗) 12년

## 사건
- 강화에서 고려 대장경 판각 시작

## 탄생
- 고려 25대 국왕 충렬왕
- 남송의 정치가 문천상

## 사망
- 금나라의 곽하마 장군
- 고려(高麗)의 문신(文臣) 대집성(大集成)